# Servaääre
Koordinaten: 59° 21′ N, 27° 16′ O
Servaääre ist ein Dorf (estnisch küla) in der Landgemeinde Kohtla (Kohtla vald). Es liegt im Kreis Ida-Viru (Ost-Wierland) im Nordosten Estlands.
Das Dorf hat 27 Einwohner (Stand 1. Januar 2010).